# Johan II van Waldeck-Landau
Graaf Johan II van Waldeck-Landau (Waldeck, 7 november 1623 – Landau, 10 oktober 1668), Duits: Johann II. Graf von Waldeck-Landau (officiële titels: Graf zu Waldeck und Pyrmont), was een graaf uit het Huis Waldeck. Hij was sinds 1638 graaf van Waldeck-Landau. Hij diende in het Zweedse leger.

## Biografie
Johan werd geboren in Waldeck op 7 november 1623 als het veertiende kind van graaf Christiaan van Waldeck-Wildungen en gravin Elisabeth van Nassau-Siegen.
Johans oudste broer, Filips VII, volgde begin 1638 hun vader op als graaf van Waldeck-Wildungen, terwijl Johan graaf van Waldeck-Landau werd. Hij had sindsdien zijn residentie in Landau.
Johan was generaal-majoor in het Zweedse leger. Hij overleed in Landau op 10 oktober 1668. Omdat hij kinderloos was, kwam het graafschap Waldeck-Landau bij zijn overlijden in bezit van zijn neef Christiaan Lodewijk van Waldeck-Wildungen.

## Huwelijken
Johan huwde eerst op 17 december 1644 met Alexandrine Maria Gräfin von Vehlen und Meggen († Thorn, 27 februari 1662). Ze was weduwe van graaf Emich van Daun-Falkenstein.
Johan hertrouwde op Slot Merlau op 10 november 1667 met landgravin Henrica Dorothea van Hessen-Darmstadt (Darmstadt, 14 oktober 1641 – Landau, 22 december 1672), dochter van landgraaf George II van Hessen-Darmstadt en prinses Sophia Eleonora van Saksen.

## Voorouders
| Voorouders van graaf Johan II van Waldeck-Landau | Voorouders van graaf Johan II van Waldeck-Landau                                                                 | Voorouders van graaf Johan II van Waldeck-Landau                                                                 | Voorouders van graaf Johan II van Waldeck-Landau                                            | Voorouders van graaf Johan II van Waldeck-Landau                                            | Voorouders van graaf Johan II van Waldeck-Landau                                                          | Voorouders van graaf Johan II van Waldeck-Landau                                                          | Voorouders van graaf Johan II van Waldeck-Landau                                                          | Voorouders van graaf Johan II van Waldeck-Landau                                                           |
| ------------------------------------------------ | --- | --- | ------------------------------------------------------------------------------------------- | ------------------------------------------------------------------------------------------- | --- | --- | --- | --- |
| Betovergrootouders                               | Filips III van Waldeck-Eisenberg (1486–1539) ⚭ 1503 Adelheid van Hoya (1475–1513)                                | Hendrik XXXII van Schwarzburg-Blankenburg (1499–1538) ⚭ 1524 Catharina van Henneberg-Schleusingen (1508–1567)    | Wolfgang van Barby en Mühlingen (1502–1564) ⚭ 1526 Agnes van Mansfeld-Hinterort (1511–1558) | Johan II van Anhalt-Zerbst (1504–1551) ⚭ 1534 Margaretha van Brandenburg (1511–1577)        | Willem I ‘de Rijke’ van Nassau-Siegen (1487–1559) ⚭ 1531 Juliana van Stolberg-Wernigerode (1506–1580)     | George III van Leuchtenberg (1502–1555) ⚭ 1528 Barbara van Brandenburg-Ansbach (1495–1552)                | Hendrik VIII van Waldeck-Wildungen (1465–1513) ⚭ vóór 1492 Anastasia van Runkel (?–1502/03)               | Salentijn VII van Isenburg-Grenzau (vóór 1470–1534) ⚭ Elisabeth van Hunolstein-Neumagen (ca. 1475–1536/38) |
| Overgrootouders                                  | Wolraad II ‘de Geleerde’ van Waldeck-Eisenberg (1509–1578) ⚭ 1546 Anastasia Günthera van Schwarzburg (1526–1570) | Wolraad II ‘de Geleerde’ van Waldeck-Eisenberg (1509–1578) ⚭ 1546 Anastasia Günthera van Schwarzburg (1526–1570) | Albrecht X van Barby en Mühlingen (1534–1588) ⚭ 1559 Maria van Anhalt-Zerbst (1538–1563)    | Albrecht X van Barby en Mühlingen (1534–1588) ⚭ 1559 Maria van Anhalt-Zerbst (1538–1563)    | Johan VI ‘de Oude’ van Nassau-Siegen (1536–1606) ⚭ 1559 Elisabeth van Leuchtenberg (1537–1579)            | Johan VI ‘de Oude’ van Nassau-Siegen (1536–1606) ⚭ 1559 Elisabeth van Leuchtenberg (1537–1579)            | Filips IV van Waldeck-Wildungen (1493–1574) ⚭ 1554 Jutta van Isenburg-Grenzau (?–1564)                    | Filips IV van Waldeck-Wildungen (1493–1574) ⚭ 1554 Jutta van Isenburg-Grenzau (?–1564)                     |
| Grootouders                                      | Josias I van Waldeck-Eisenberg (1554–1588) ⚭ 1582 Maria van Barby en Mühlingen (1563–1619)                       | Josias I van Waldeck-Eisenberg (1554–1588) ⚭ 1582 Maria van Barby en Mühlingen (1563–1619)                       | Josias I van Waldeck-Eisenberg (1554–1588) ⚭ 1582 Maria van Barby en Mühlingen (1563–1619)  | Josias I van Waldeck-Eisenberg (1554–1588) ⚭ 1582 Maria van Barby en Mühlingen (1563–1619)  | Johan VII ‘de Middelste’ van Nassau-Siegen (1561–1623) ⚭ 1581 Magdalena van Waldeck-Wildungen (1558–1599) | Johan VII ‘de Middelste’ van Nassau-Siegen (1561–1623) ⚭ 1581 Magdalena van Waldeck-Wildungen (1558–1599) | Johan VII ‘de Middelste’ van Nassau-Siegen (1561–1623) ⚭ 1581 Magdalena van Waldeck-Wildungen (1558–1599) | Johan VII ‘de Middelste’ van Nassau-Siegen (1561–1623) ⚭ 1581 Magdalena van Waldeck-Wildungen (1558–1599)  |
| Ouders                                           | Christiaan van Waldeck-Wildungen (1585–1637) ⚭ 1604 Elisabeth van Nassau-Siegen (1584–1661)                      | Christiaan van Waldeck-Wildungen (1585–1637) ⚭ 1604 Elisabeth van Nassau-Siegen (1584–1661)                      | Christiaan van Waldeck-Wildungen (1585–1637) ⚭ 1604 Elisabeth van Nassau-Siegen (1584–1661) | Christiaan van Waldeck-Wildungen (1585–1637) ⚭ 1604 Elisabeth van Nassau-Siegen (1584–1661) | Christiaan van Waldeck-Wildungen (1585–1637) ⚭ 1604 Elisabeth van Nassau-Siegen (1584–1661)               | Christiaan van Waldeck-Wildungen (1585–1637) ⚭ 1604 Elisabeth van Nassau-Siegen (1584–1661)               | Christiaan van Waldeck-Wildungen (1585–1637) ⚭ 1604 Elisabeth van Nassau-Siegen (1584–1661)               | Christiaan van Waldeck-Wildungen (1585–1637) ⚭ 1604 Elisabeth van Nassau-Siegen (1584–1661)                |